# Soft Money
Soft Money é um curta-metragem norte-americano de 1919, do gênero comédia, estrelado por Harold Lloyd. É considerado um filme perdido.

## Elenco
- Harold Lloyd
- Snub Pollard
- Bebe Daniels
- Billy Bray
- Sammy Brooks
- Lige Conley - (como Lige Cromley)
- Charles Inslee
- Edna La Badie
- Gus Leonard
- Marie Mosquini
- Fred C. Newmeyer
- Billie Oakley
- Loyola O'Connor
- E.J. Ritter

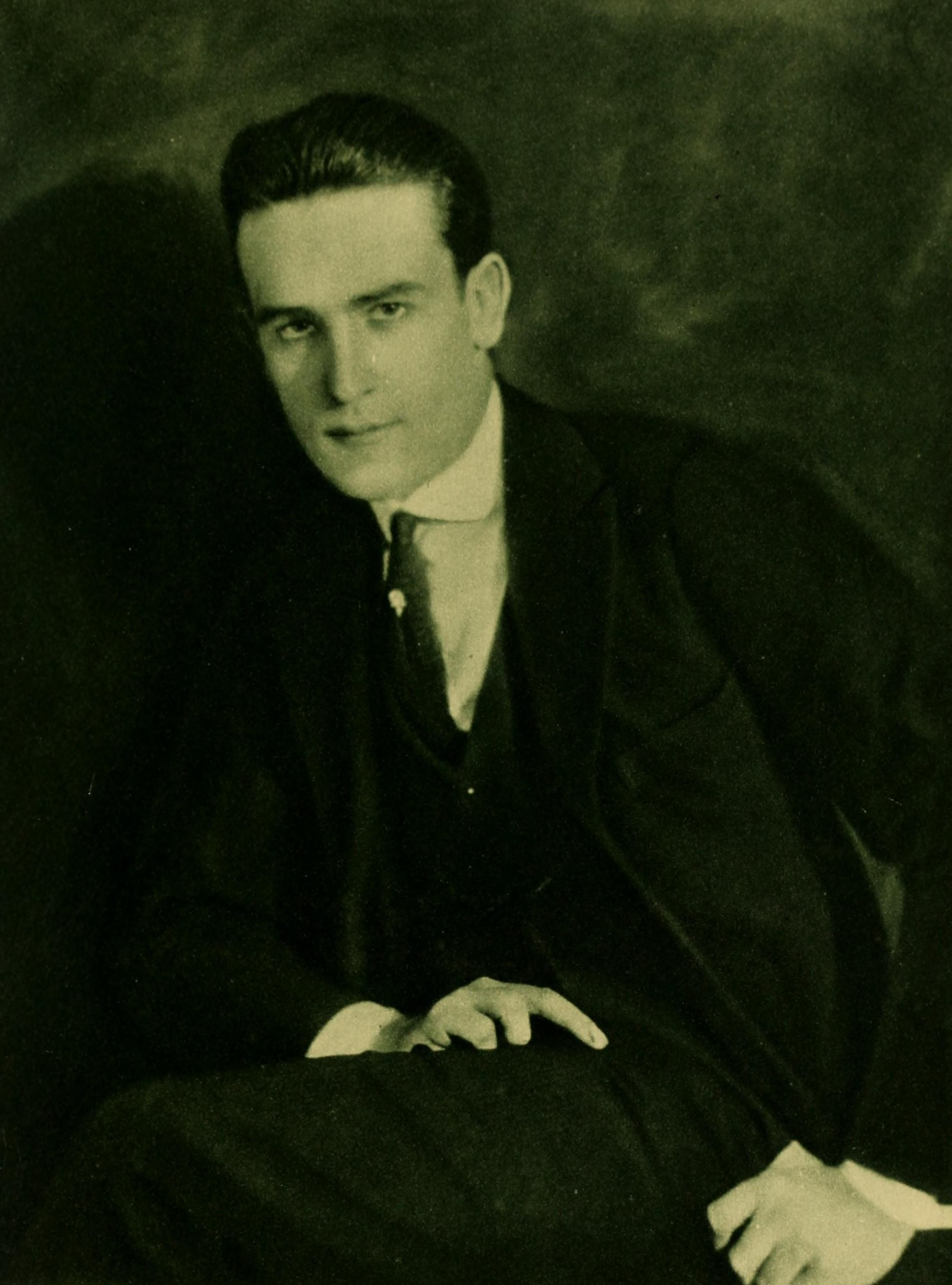
Harold Lloyd

- Charles Stevenson - (como Charles E. Stevenson)
- Chase Thorne
- Noah Young